# ヘクター・ボイス
ヘクター・ボイス（Hector Boece、[ˈbɔɪs]、1465年 - 1536年）は、スコットランドの哲学者、歴史家で、アバディーン大学の前身であるキングス カレッジの初代学長を務めた。

## 生涯
ダンディーで生まれ育ち、近くのセント・アンドルーズ大学で学問を修めた。 